# Arctia alpherakii
Arctia alpherakii là một loài bướm đêm thuộc phân họ Arctiinae, họ Erebidae.